# Asghan: The Dragon Slayer
Asghan: The Dragon Slayer est un jeu vidéo d'action-aventure sorti en 1998 sur Windows. Le jeu a été édité par Ubisoft et développé par Silmarils.